# 1984 (romanzo)
1984 (titolo orig. Nineteen Eighty-Four, anche pubblicato come 1984) è un romanzo distopico di fantapolitica, oltreché racconto morale, dello scrittore inglese George Orwell, pubblicato l'8 giugno 1949.
Ultima opera da lui completata e quinto romanzo, è incentrato sulle conseguenze del totalitarismo, sulla sorveglianza di massa, sulla repressione delle libertà e l'irreggimentazione del popolo e dei comportamenti all'interno della società. Orwell, un socialista libertario, modellò lo Stato autoritario del romanzo sia sull'Unione Sovietica di Stalin sia sulla Germania nazista di Hitler. Ancora più in generale, il romanzo analizza il ruolo della verità e dei fatti dentro alle società e degli astuti sistemi nei quali essi possano essere manipolati.
Opera celeberrima di Orwell, che ha reso popolare il termine "orwelliano" come aggettivo e molti altre nozioni presenti nel romanzo, è una satira delle perversioni e degli abusi dei regimi dittatoriali. È stato posizionato da Le Monde al ventiduesimo posto della classifica dei cento migliori libri scritti nel ventesimo secolo.

## Ambientazione
In una data incerta, ufficialmente il 1984, la Terra è divisa in tre grandi potenze totalitarie, l'Oceania, l'Eurasia e l'Estasia, impegnate in una perenne guerra tra loro, il cui scopo principale è mantenere il controllo totale sulla società. In Oceania una delle sedi dei vari ministeri (Ministero della Pace, che presiede alla guerra, dell'Amore, che presiede alla sicurezza, della Verità, che presiede alla propaganda e al revisionismo storico, e dell'Abbondanza, che presiede all'economia) è Londra, facente parte della provincia di Pista Uno.
La società in Oceania è amministrata secondo i principi del Socing (nell'originale inglese IngSoc), il Partito Socialista Inglese, ed è governata da un onnipotente partito unico con a capo il Grande Fratello, un personaggio che nessuno ha mai visto di persona, al punto che non si sa nemmeno se sia una persona o un'entità astratta, ma che appare in manifesti affissi dappertutto e tiene costantemente sotto controllo la vita di tutti i cittadini. Il totalitarismo del Grande Fratello sviluppa caratteristiche dell'Unione Sovietica di Stalin e della Germania nazista, tant'è che il volto stesso del Grande Fratello è una fusione tra Stalin e Hitler.
Il potere è nelle mani di un partito unico, detto semplicemente il Partito, a sua volta diviso in Partito Interno (che comprende leader e amministratori) e Partito Esterno (formato da burocrati, impiegati e funzionari subalterni). Gli occhi del Partito sono i "teleschermi", televisori forniti di telecamera, installati per legge in ogni abitazione dei membri del Partito: in particolare i membri del Partito Esterno non li possono spegnere, ma al massimo possono attenuarne il volume dell'audio. Questi dispositivi, presenti ovunque, oltre a diffondere propaganda 24 ore su 24, spiano la vita di qualunque membro del Socing, annullando di fatto ogni possibile forma di privacy: in questo modo il governo può osservare facilmente qualsiasi forma di comportamento, anche inconsapevole, che riveli che un individuo possa anche solo avere pensieri contrari all'ortodossia del Partito. Tale meccanismo di osservazione è portato avanti continuamente, su ogni singolo membro del Partito.
Il Partito è governato dal Minamor (Miniluv), ovvero il Ministero dell'Amore, la cui funzione è di controllare i membri del partito e di convertire i dissidenti alla sua ideologia, ed è dotato di una polizia politica, la Psicopolizia (in inglese, Thought Police), che interviene in ogni situazione sospetta di eterodossia e di deviazionismo. Al di sotto del partito unico stanno i Prolet, che non hanno alcun potere né privilegio e svolgono i lavori pesanti in cambio del minimo di sussistenza, ma hanno il vantaggio di non essere controllati se non in modo indiretto, tramite la tecnica del panem et circenses.
Colui che viene presentato come il capo dei dissidenti, Emmanuel Goldstein, è ritratto nei manifesti propagandistici con lineamenti ebraici e barbetta caprina e diventa il catalizzatore della rabbia degli oceaniani. Come il libero pensiero, anche la vita sentimentale e sessuale dei cittadini è fortemente controllata, l'atto sessuale è vietato se non al fine di procreare e la famiglia stessa diventa un vero e proprio strumento di controllo, tant'è che i bambini vengono incoraggiati a spiare i genitori e a riferire al governo ogni loro possibile comportamento ostile al Partito.
Ovunque nelle città sono appesi grandi manifesti di propaganda che ritraggono il Grande Fratello, con la didascalia «Il Grande Fratello ti guarda», e gli slogan del partito: «La guerra è pace», «La libertà è schiavitù», «L'ignoranza è forza». Ogni aspetto della vita quotidiana è rigorosamente separato per classi: mentre i membri del Partito Interno risiedono in moderni e confortevoli edifici e hanno a disposizione della servitù, i membri del Partito Esterno vivono in fatiscenti palazzoni alveare nella città nuova e i Prolet in tuguri nella città vecchia.
L'unica forma di pensiero ammissibile in Oceania è il bispensiero (Doublethink). Esso consiste nel rigettare la logica, perdere e all'occorrenza recuperare la memoria di determinati avvenimenti, e credere simultaneamente a due affermazioni tra loro contrarie, in modo da non cogliere contraddizioni o falle logiche presenti nella propaganda del Partito. Così recitano alcuni slogan del partito come «La menzogna diventa verità e passa alla storia» e «Chi controlla il passato controlla il futuro: chi controlla il presente controlla il passato».
La lingua che si parla in Oceania è l'inglese, ma è in atto l'introduzione della cosiddetta neolingua (Newspeak), un nuovo linguaggio in cui sono ammessi solo termini con un significato preciso e privo di possibili sfumature eterodosse, in modo che riducendone il significato ai concetti più elementari si renda impossibile concepire un pensiero critico individuale. Con la creazione della neolingua il partito censura quindi l'utilizzo di molte parole, convogliando tutti i termini ad esso sgraditi (ad esempio "democrazia") nella parola "psicoreato" (thoughtcrime in lingua inglese, crimethink in neolingua): in questo modo diventa impossibile formulare e a lungo andare anche solo pensare a un argomento proibito, in quanto i concetti contrari all'operato del Partito diventano inesprimibili. La stessa parola "psicoreato" va ben oltre il divieto di esprimersi e si spinge appunto a vietare anche solo di concepire pensieri o provare emozioni non in linea con il Socing e il bispensiero.
I contenuti di libri, giornali, film e documenti vengono riscritti continuamente, rimuovendo tutto quanto non sia in linea con le idee del momento del Socing. Tutti i fatti che rivelino contraddizione o fallibilità del partito vengono periodicamente e sistematicamente cancellati e sostituiti. Il bispensiero permette ai cittadini di non notare la continua riscrittura della storia. In questo modo, per esempio, se si ribaltano i fronti e l'Eurasia diventa improvvisamente alleata dell'Oceania dopo essere stata in guerra con essa fino a un momento prima, tutta la popolazione dovrà comportarsi come se l'Eurasia fosse sempre stata alleata dell'Oceania e non vi fosse mai stata inimicizia tra i due Stati. Tutto viene descritto come una vittoria o un miglioramento: ad esempio, una riduzione di derrate alimentari viene riportata nei documenti come un aumento.
Anche l'ultima possibilità di produrre letteratura dettata dai propri pensieri, ossia la scrittura a mano, è stata abolita: poesie, canzoni e romanzi vengono realizzati automaticamente da complessi macchinari elettromeccanici detti versificatori, in base a schemi predefiniti; anche gli articoli di giornale che il protagonista Winston "corregge" sono riscritti tramite un apparato, detto parlascrivi, in grado di produrre testo sotto dettatura.
Dovunque sono presenti i cosiddetti buchi della memoria, nei quali tutti i membri del Partito sono invitati a gettare i documenti "non aggiornati", cioè di fatto non ancora riscritti secondo la verità del momento, per avviarli teoricamente alla distruzione. Tra le tante attività vietate rientra quella di tenere un diario, perché non sarebbe aggiornabile dal governo e quindi potenzialmente pericoloso per la "verità".

## Trama
(George Orwell, 1984, Libro 1, Capitolo 5.)
Londra, 1984 circa. Una guerra atomica, scoppiata pochi anni dopo la seconda guerra mondiale, ha diviso la Terra in tre potenze, in lotta fra loro e governate da regimi totalitari: Oceania, Eurasia ed Estasia. Nel superstato di Oceania, la società è controllata da un Partito che basa il suo potere sui principi del Socing, un socialismo estremo, il cui comandante supremo è il Grande Fratello, misterioso dittatore il cui viso compare ovunque nei teleschermi e nei manifesti di propaganda. Le principali città sono sorvegliate dalle pattuglie della Psicopolizia, una feroce organizzazione paramilitare poliziesca che ha come obiettivo, attraverso lo spionaggio, individuare e catturare chiunque commetta uno "psicoreato", che consiste nel nutrire sentimenti o elaborare pensieri non conformi al Socing. Le armate oceaniane, alleate con gli eserciti estasiani, sono inoltre in guerra contro gli eurasiani.
Il trentanovenne Winston Smith è un impiegato del Partito Esterno che lavora presso gli uffici del Ministero della Verità, incaricato di "correggere" i libri e gli articoli di giornale già pubblicati, modificandoli in modo da rendere riscontrabili e veritiere le previsioni fatte dal Partito. Egli inoltre si occupa di modificare la storia scritta, contribuendo così ad alimentare la fama di infallibilità del Partito stesso, applicare le damnatio memoriae verso dissidenti "mai esistiti" e così via. Si occupa anche di modificare i libri per rendere il Partito il "buono" della situazione.
Apparentemente Winston è un cittadino malleabile; in realtà mal sopporta i condizionamenti del regime e non riesce ad adeguare la propria mente al bispensiero, ossia il meccanismo mentale imposto dal regime, che prevede di cambiare le proprie convinzioni all'istante o credere simultaneamente a due affermazioni tra loro contrarie, a seconda del volere del Partito. Winston comincia a scrivere in un diario i propri sentimenti di malcontento nei confronti del regime.
Durante una giornata di lavoro, Winston si accorge di Julia, una giovane donna che si occupa della manutenzione delle macchine per la scrittura di romanzi al Ministero della Verità. Winston ha l'impressione di essere pedinato da Julia, e sviluppa un odio intenso nei suoi confronti, credendola un'agente della Psicopolizia intenzionata ad arrestarlo per i suoi pensieri antigovernativi. Un giorno riceve invece da lei un piccolo foglio di carta con scritto «Ti amo». Con difficoltà i due riescono a incontrarsi in un boschetto lontano dai teleschermi. Winston s'innamora di Julia, affascinato dalla sua natura ribelle e dalla sua disinibizione sessuale, in totale contrasto con i valori del Socing, che accettano il sesso solo a scopo procreativo e scoraggiano qualunque sentimento al di fuori dell'amore verso il Grande Fratello. Per evitare di essere scoperti durante i loro incontri amorosi, i due amanti, con l'aiuto del signor Charrington, un antiquario, trovano rifugio in una stanza situata nei quartieri riservati al Prolet, ovvero la zona della città meno sorvegliata perché abitata dalla classe operaia semianalfabeta.
Winston e Julia decidono infine di concretizzare la loro avversione al Partito collaborando con un'organizzazione clandestina di ribelli, detta la Fratellanza (Brotherhood), a cui O'Brien, un importante funzionario del Partito Interno nel quale il protagonista vede una figura paterna, dice di appartenere. Così ricevono da lui un libro, Teoria e prassi del collettivismo oligarchico, il manifesto dell'organizzazione, che ne espone le ideologie anti-governative nei confronti del regime.
In breve vengono tuttavia catturati da uno squadrone guidato da Charrington, rivelatosi un agente della Psicopolizia, e condotti separatamente nelle prigioni del Ministero dell'Amore. Winston e Julia vengono sottoposti a un programma di tortura fisica e psicologica condotto proprio da O'Brien, il quale aveva finto di coinvolgerli nella Fratellanza al solo scopo di tendere loro una trappola.
Winston viene sottoposto a un processo di ricondizionamento diviso in tre fasi: apprendimento, comprensione e accettazione. Nella prima fase, Winston viene torturato e reso edotto del vero scopo del Partito, ovvero la ricerca del potere fine a se stesso. Viene inoltre informato che il Partito uccide i propri oppositori solo dopo averli completamente ricondizionati, in modo che non possano ribellarsi neppure nella morte. Nella seconda fase, Winston viene collegato a un macchinario che lo inonda di dolore ogni volta che risponde in maniera logica e dunque non conforme al bispensiero. Winston inizia a perdere la capacità di pensare autonomamente, ma continua ad amare Julia e odiare il Grande Fratello. Nella terza fase, Winston viene condotto nella Stanza 101, dove si materializza la fobia più assoluta di ogni condannato: in questo caso in una gabbia, fissata sul suo volto, vengono messi dei topi, animali che lo angosciano anche nei suoi incubi notturni. Di fronte alla minaccia che il suo viso venga divorato dai topi, Winston, in preda al terrore più assoluto, supplica che Julia venga torturata al suo posto, sancendo la definitiva rinuncia a ogni forma di dissenso.
Nel marzo 1985, Winston è ormai scarcerato e riabilitato, sebbene, come ogni ex-dissidente, sia destinato prima o poi ad essere catturato nuovamente e giustiziato. Winston incontra Julia in un parco ed entrambi ammettono di essersi traditi l'un l'altra e di non essere più capaci di provare i sentimenti che li legavano in passato. Qualche tempo dopo, viene comunicata la notizia di un'importante vittoria militare dell'Oceania sugli eserciti eurasiatici in Africa. Pieno di entusiasmo per la vittoria, Winston guarda con ammirazione un manifesto del Grande Fratello, e si rallegra al pensiero che morirà amandolo.

## Geografia mondiale di 1984
Nel romanzo il mondo viene descritto come suddiviso in tre unità territoriali, dette superstati:
- Oceania, che comprende le Americhe, le isole dell'Oceano Atlantico (fra cui le Isole britanniche), l'Africa meridionale, l'Australasia e presumibilmente l'Antartide.[2] È governata con i principi del Socing (nell'originale "Ingsoc"), ossia il "Socialismo Inglese".
- Eurasia, che comprende l'Europa continentale e l'Asia settentrionale nonché presumibilmente la Turchia e l'Asia centrale.[3] La sua forma di governo è il Neobolscevismo.
- Estasia, che comprende la Cina interna, parte della Cina esterna (aree della Mongolia, della Manciuria e del Tibet), il Giappone, l'Indocina nonché presumibilmente la Corea.[4] La sua forma di governo è il Culto della morte, noto anche come Annientamento dell'Io.[5]

Inoltre c'è una zona contesa fra le tre potenze, che include l'Africa centro-settentrionale, la Penisola Arabica, il subcontinente indiano, parte della Cina esterna (aree della Mongolia, della Manciuria, del Tibet e presumibilmente l'intero Xinjiang) nonché le isole dell'Oceano Indiano, del Pacifico e dell'Artico. Queste regioni non sono propriamente "terre di nessuno", ma vengono regolarmente conquistate, perdute e riconquistate dalle varie potenze nella loro guerra senza senso; i territori principali dei tre Superstati, invece, rimangono sostanzialmente inviolati per tacito accordo. In particolare, riveste grande importanza il possesso dell'area equatoriale compresa grossomodo nel quadrilatero Tangeri-Brazzaville-Darwin-Hong Kong, dove abita circa un quinto della popolazione mondiale.
Nel libro non viene mai spiegata con precisione la nascita delle tre potenze, ma da informazioni frammentarie all'interno dell'opera si può ricostruire il processo per sommi capi. Negli anni Cinquanta, poco dopo la fine della seconda guerra mondiale, ne esplose una terza, che vide l'utilizzo di ordigni nucleari. In quel difficile periodo Winston (il protagonista) perse prima il padre, poi in contemporanea anche la madre e la sorella. La guerra portò all'annessione dell'Impero britannico e dell'America Latina da parte degli Stati Uniti, la conquista dell'Europa da parte dell'Unione Sovietica e l'unificazione dell'Estremo Oriente da parte della Cina. In tutti e tre gli Stati, dalle ceneri della guerra nacquero dei regimi totalitari. In particolare in Oceania si affermò il Socing, con a capo il Grande Fratello. L'unico che gli si oppose (in realtà non è specificato se ciò sia vero o solo una falsa notizia per ingannare i sovversivi) fu un alto funzionario, Emmanuel Goldstein, che fu esiliato e, da quel momento, considerato in Oceania il nemico pubblico numero uno.

## Neolingua
Per le sue caratteristiche, presentate attivando un registro parodico, la neolingua presenta affinità con la cosiddetta langue de bois.

## Contesto storico e culturale dell'opera
(Geno Pampaloni, Ritratto sentimentale di George Orwell, in Il Ponte, VII, maggio 1951)
1984 appartiene a quella serie di romanzi come Il mondo nuovo (1932) di Aldous Huxley (che fu insegnante di Orwell e a cui Orwell si ispirerà) che compaiono nell'Europa del primo e del secondo dopoguerra, caratterizzati da un profondo pessimismo, segno di una crisi di valori che colpisce la fiducia della borghesia e degli intellettuali nel positivismo e nelle ideologie da esso derivate. La corrente è definita distopia e nasce in opposizione ai romanzi utopici, come per esempio La città del sole di Tommaso Campanella o L'Utopia di Tommaso Moro. Fahrenheit 451 di Ray Bradbury (1953) sarà uno degli ultimi più famosi epigoni del genere letterario distopico.
Orwell, anarchico passato al socialismo, combattente in Spagna con il POUM, fu vittima delle persecuzioni staliniste durante la guerra civile spagnola: da questo evento terribile, che egli considerò un vero e proprio tradimento tra fratelli, perpetrato con grande abilità dialettica (si veda il suo libro Omaggio alla Catalogna), nacque in lui la necessità di combattere ogni forma di totalitarismo, sia quello fascista sia quello comunista.
Nel saggio Why I Write (1946), Orwell si descrisse come socialista democratico e in una lettera del 16 giugno 1949 disse:
(Collected Essays)
Orwell scrisse La fattoria degli animali e quindi 1984, ispirandosi, oltreché alle proprie esperienze e al già citato Huxley, al romanzo distopico russo Noi di Evgenij Ivanovič Zamjatin, pubblicato nel 1924, un primo esempio di accusa alla Russia sovietica leninista fatta da un conterraneo di Lenin e al romanzo realistico Buio a mezzogiorno del 1940, di Arthur Koestler, romanzo nel quale Koestler, ex iscritto al partito comunista tedesco, svela i metodi di plagio e tortura del comunismo sovietico e dei partiti che a esso si ispirano.
1984 è, in effetti, un terribile ed efficace atto d'accusa da parte di Orwell nei confronti della pretesa totalitaria di voler piegare la realtà e le persone a un fine superiore, che idealmente coincideva con la felicità del popolo, ma alla fine si identificava nell'obbedienza cieca ai partiti totalitari e ai loro leader.
Palmiro Togliatti, con lo pseudonimo di "Roderigo di Castiglia", scrisse nel 1950 sulla rivista Rinascita un saggio proprio su 1984, definendolo "un'altra freccia" della Borghesia aggiunta "al proprio arco sgangherato", pur dovendo convenire, tra le righe, sul carattere di attualità del romanzo. L'intreccio tra teoria politica e finzione romanzesca è rappresentato dalla professione del protagonista, Winston Smith (il cui nome è "Winston" come Winston Churchill e "Smith", il più comune cognome anglosassone). Il lavoro di manipolatore delle fonti di Winston è ispirato alle riscritture dei libri sovietici che Stalin ordinava agli intellettuali russi: Stalin, oltre a diventare protagonista di episodi cui non aveva partecipato, risultava inventore del trattore, del cemento armato, ecc.
Il bispensiero stesso era ispirato al materialismo dialettico leninista e alla realtà dell'Unione Sovietica, nonché alla mentalità dei vari partiti comunisti a essa legati: la goccia che fece traboccare il vaso, agli occhi di Orwell (vedasi la Fattoria degli animali, la vendita del legname a Frederick), fu quando con il patto Molotov-Ribbentrop del 1939 Adolf Hitler passò per breve tempo da principale nemico del proletariato a essere in segreta neutralità con l'URSS.
La necessità di piegare anche il più infimo membro del Socing, è presa dal centralismo democratico: in questa corrente politica ideata da Lenin e accentuata da Stalin il pensiero non ortodosso veniva vissuto come una deviazione, in pratica come una malattia che doveva essere strappata via dal colpevole di deviazionismo, per il suo stesso bene e soprattutto per il bene della società. Anche la subalternità del proletariato al Socing, trae origine dall'idea di Lenin che del proletariato e dei suoi moti spontanei non ci si dovesse fidare.
Il nome del grande nemico dell'Oceania, Goldstein, si ispira al vero cognome di Lev Trockij, Bronštejn, il nemico numero uno dello stalinismo.
Una teoria comune per spiegare la scelta dell'anno 1984 come ambientazione è che Orwell l'abbia ricavato invertendo le ultime due cifre dell'anno in cui completò il romanzo (1948); tuttavia non c'è alcuna prova di questa ipotesi. È da notare che Orwell modificò l'anno più volte nel corso della stesura e che egli ipotizzava di intitolare il romanzo The Last Man in Europe, con Nineteen Eighty-Four come alternativa; fu l'editore Fredric Warburg a indirizzare la decisione definitiva.

## Peculiarità linguistiche delle versioni italiane
La prima traduzione italiana, curata da Gabriele Baldini, risale al 1950. A partire dal 2021, sono scaduti i diritti d'autore a settant'anni dalla morte di Orwell: l'opera è nel pubblico dominio. Una lunga teoria di nuove versioni italiane di 1984 è stata pubblicata da allora, con più o meno revisioni e innovazioni linguistiche e stilistiche. Alcune di queste hanno anche modificato il titolo del romanzo in Millenovecentottantaquattro, riprendendo la scrittura per esteso della versione originale.

### La traduzione diBig Brother
L'espressione inglese Big Brother in italiano significa Fratello maggiore, termine che vuole definire una figura il cui compito è di supervisione e tutela verso i propri fratelli minori. La prima traduzione italiana ha preferito coniare il neologismo Grande Fratello, entrato poi nell'uso comune e di conseguenza mantenuto nelle ristampe (e in alcune traduzioni successive). Tuttavia diverse traduzioni fatte nel 2021 hanno optato per la resa Fratello Maggiore o per lasciare il termine in originale.
Dal 1999, il termine ha ricevuto ampia diffusione e notorietà (sia pure in accezione stravolta) grazie al reality show Big Brother, la cui versione italiana s'intitola infatti Grande Fratello: si tratta di un programma in cui i partecipanti vengono chiusi in una "casa", ricostruita in un grande ambiente isolato dall'esterno e costantemente monitorati da telecamere e microfoni.

## Adattamenti
- Nel 2000 non sorge il sole (titolo originale 1984; 1956) di Michael Anderson, prima trasposizione cinematografica del romanzo.
- Orwell 1984 (titolo originale Nineteen Eighty-Four; 1984) di Michael Radford, con John Hurt; rispettosa ambientazione temporale e geografica.[19]
- 1984, trasposizione operistica (2008) al Teatro alla Scala di Milano, musiche di Lorin Maazel, libretto di J. D. McClatchy e Thomas Meehan, regia di Robert Lepage.[20]

## Influenza culturale
Il successo dell'opera è collegato ai momenti nei quali più incisiva è apparsa la sua capacità previsionale dell'involuzione mediatica del mondo moderno.

### Letteratura
- 1Q84 di Haruki Murakami (2009–2010), romanzo in tre volumi ispirato a 1984. Murakami ha dichiarato di voler scrivere un romanzo ambientato nel passato prossimo simile a 1984 di Orwell[22].

### Musica
- 1984 (For the Love of Big Brother), colonna sonora degli Eurythmics per il film omonimo (1984).[23]
- David Bowie concepì un progetto musicale basato su 1984 negli anni settanta; le tracce 1984 e Big Brother rimaste inedite furono poi inserite in Diamond Dogs (1974).[24]
- 1984, concept album di Rick Wakeman (1981), è esplicitamente ispirato a 1984 di Orwell.[25]

### Cinema e televisione
- Brazil (1985) di Terry Gilliam, distopia che fonde elementi di 1984 e de Il mondo nuovo di Aldous Huxley.[26]
- THX 1138 (1971) di George Lucas, dove la punizione per reati sessuali riflette il controllo totalitario orwelliano.[27]
- Il termine Grande Fratello, dalla traduzione italiana del format Big Brother (2000–), è ormai invalso nell'uso comune.

### Fumetti
- V for Vendetta (1982–1988) di Alan Moore e David Lloyd: uno studio di Angel Galdon Rodríguez evidenzia come l'opera riprenda temi distopici e meccanismi di controllo tratti da 1984[28].
- Zio Paperone e il grande papero (1992) di Giovan Battista Carpi, in cui Paperon de' Paperoni interpreta un dittatore sorvegliato da un occhio gigante come nel romanzo.[29]

### Spot pubblicitari
Nel 1984 Apple presentò al pubblico il nuovo Macintosh attraverso uno spot pubblicitario, girato dal regista Ridley Scott. Nel video, veniva sfruttata la metafora di un regime dittatoriale (il riferimento era l'IBM, allora colosso dell'informatica), mentre Apple voleva proporsi come innovatrice e anticonformista. Nello spot, una donna vestita in modo sportivo e colorato irrompe in una sala grigia dove un maxischermo proietta il viso di un dittatore, scagliandogli contro un martello. Il testo recitava:
(Testo dello spot)
Nello stesso anno, in un ottimo momento per le vendite del clone PC IBM, l'M24, l'Olivetti fa affiggere dei manifesti che recitano:

## Edizioni
- Nineteen Eighty-Four, London, Secker & Warburg, 1949, ISBN 0-451-52493-4.
- 1984, traduzione di Gabriele Baldini, Collana La Medusa n.242, Verona-Milano, Arnoldo Mondadori Editore, 1950,  p. 328, ISBN 88-04-32573-9. - Collana Oscar, Mondadori, 1973.
- 1984: il facsimile del manoscritto, a cura di Peter Davison, Prefazione di David G. Siegel, Introduzione di Umberto Eco, Collana Omnibus, Milano, Mondadori, 1984,  p. 308.
- 1984, traduzione di Stefano Manferlotti, Collana Oscar Classici Moderni n. 19, Milano, Mondadori, 2000, 2016,  p. 322.
- 1984, traduzione di Nicola Gardini, Collana Oscar moderni cult, Milano, Mondadori, 2019, ISBN 978-88-047-1913-7.
- 1984, traduzione di Barbara Gambaccini, Collana Highlander, Massa, Edizioni Clandestine, 2020, ISBN 978-88-659-6903-8.
- 1984, traduzione di Enrico Terrinoni, Collana I MiniMammut, Roma, Newton Compton, 2021, ISBN 978-88-227-4977-2.
- 1984, traduzione di Franca Cavagnoli, Collana UEF. I Classici, Milano, Feltrinelli, 2021, ISBN 978-88-079-0381-6.
- 1984, traduzione di Daniele Petruccioli, Prefazione di Walter Veltroni, Milano, BUR-Rizzoli, 2021, ISBN 978-88-171-5485-7.
- Millenovecentottantaquattro, traduzione di Vincenzo Latronico, Collana Classici contemporanei, Milano-Firenze, Bompiani, 2021, ISBN 978-88-301-0487-7. - Introduzione di Filippo La Porta, Firenze, Giunti-Barbèra, 2021, ISBN 978-88-099-0863-5.
- 1984, traduzione di Marco Rossari, Postfazione di Thomas Pynchon, Collana ET Scrittori, Torino, Einaudi, 2021, ISBN 978-88-062-4818-5.
- Millenovecentottantaquattro, traduzione di Tommaso Pincio, Collana La memoria, Palermo, Sellerio, 2021, ISBN 978-88-389-4149-8.
- 1984, traduzione di Bianca Bernardi, testo inglese a fronte, Collana I grandi libri, Milano, Garzanti, 2021, ISBN 978-88-118-1173-2.
- 1984, traduzione di Laura Matilde Mannino, Introduzione di Carlo Pagetti, Collana Piccola biblioteca del fantastico, Roma, Fanucci, 2021, ISBN 978-88-347-4122-1.
- 1984. Millenovecentottantaquattro, traduzione di Luigi Maria Sponzilli, Introdotto da David Bidussa, con uno scritto di Geno Pampaloni, Collana Biblioteca, Milano, Chiarelettere, 2021, ISBN 978-88-329-6268-0.
- 1984, traduzione di Katia Prando, My Life, 2021, ISBN 978-88-638-6546-2.
- 1984, traduzione di Alessandro Lusitani e Giorgia Valenti, Palermo, Urban Apnea Edizioni, 2021, ISBN 979-12-806-3902-8.
- 1984, traduzione di Paola Ergi, Collana Letteratura straniera, Milano-Padova, GOODmood, 2021, ISBN 978-88-7157-175-1. [versioni ebook e audiobook]